# Miltochrista parameia
Miltochrista parameia là một loài bướm đêm thuộc phân họ Arctiinae, họ Erebidae.